# Shi Yue
Shi Yue est un joueur de go professionnel chinois né le 11 janvier 1991.
Dans les tournois internationaux, Shi a remporté la coupe LG en 2013. Il fut finaliste de la coupe Samsung en 2015 et de la coupe LG en 2019,.